# Parelasmopus cymatilis
Parelasmopus cymatilis is een vlokreeftensoort uit de familie van de Maeridae. De wetenschappelijke naam van de soort is voor het eerst geldig gepubliceerd in 2009 door Lowry & Hughes.